# زينة دكاش
زينة دكاش هي ممثلة ومؤلفة لبنانية حصلت على شهادة ماجستير في علم النفس السريري عام 2009 من جامعة هايكازيان في لبنان.

## حياتها
حصلت زينة دكاش على شهادات في الدراسات العليا في العلاج بالدراما من 2006 حتى 2007 في جامعة كنساس، الولايات المتحدة الأمريكية. وحصلت على شهادة البكالوريوس في الفنون المسرحية والدرامية (مرتبة شرف) عام 2000 في معهد العلوم المسرحية والسمعية والبصرية في جامعة القديس يوسف، لبنان.
وهي أستاذة جامعية منذ 2008، حيث تدرّس مادة العلاج بالدراما في الجامعة اللبنانية. تزوجت زينة في 22 ديسمبر 2014  من مبرمج الكمبيوترات الأردني زيد نشوات.

## اعمالها
اخرجت فيلم لبناني غاضب «الوثائقي» الحائز على جائزة المهر لأفضل فيلم وثائقي وجائزة اختيار الجمهور في مهرجان دبي السينمائي الدولي 2009.
أخرجت فيلم «آني» الذي يوثق عملية العلاج بالدراما مع نساء من الجنوب بعد حرب تموز عام 2007. وأخرجت فيلم شهرزاد وكان يستهدف العلاج بالدراما مع سجينات سجن بعبدا اللبناني والذي حمل عنوان (شهرزاد في بعبدا)

## روابط خارجية
- زينة دكاش على موقع IMDb (الإنجليزية)